# Josep Abril i Virgili
Josep Abril i Virgili (Barcelona, 27 de maig de 1869 - 16 d'octubre de 1918) fou un poeta i dramaturg català. Va especialitzar-se en obres que contenien lliçons morals populars i fàcils de comprendre. Les seves obres varen ser distribuïdes principalment mitjançant associacions de l'Església Catòlica.

## Publicacions
Abril i Virgili va cooperar en publicacions com La Barretina, La Creu de Montseny, Lo Pensament Català, la revista satírica Cu-Cut! i Bon Seny, entre d'altres.
A principis del segle xx, encoratjat pel bisbe de Vic, Josep Torras i Bages, que estava molt interessat en la transmissió oral del seny d'una generació a l'altra, Josep Abril i Virgili va recopilar el Bon Seny. Aquest llibre era una sèrie, més o menys representativa, de lliçons morals catalanes ancestrals. Il·lustrat per Joan Junceda (1881-1948), conté aforismes, faules, així com exemples d'humor local (acudits) basats en valors cristians tradicionals catalans, el famós seny. Editat en català abans de la Guerra Civil, el Bon Seny va ser un llibre difícil de trobar a l'època del franquisme. Es va fer una reedició limitada l'any 1959 quan les publicacions catalanes estaven severament restringides. Llavors, per unes dècades, es va convertir en un article de col·lecció rar, però ha estat reeditat per una editorial catòlica a Barcelona nou anys després de la mort de Franco.

## Obres de teatre
Com a dramaturg, Josep Abril i Virgili va ser l'autor d'obres morals que es representaven sovint a centres catòlics.
Cal destacar Furor pessebrista (1897), el monòleg en prosa L'Home roig (1913), la comèdia de maneres La mort de l'avi (1898), el diàleg quasi-humorístic D'extrem a extrem (1896), els drames Lo roure centenari (1897), Lo castell de Montsoliu (1898), Cadena del captiu (1900), Iselda (1901), i el Camí del vici (1912), així com L'hostal de la Serena, que fou inclòs a la col·lecció Lectura popular.